# Pizzichicchio
Pizzichicchio, pseudonimo di Cosimo Mazzeo (San Marzano di San Giuseppe, 13 gennaio 1837 – Potenza, 28 novembre 1864), è stato un brigante italiano.
Fu uno degli ultimi briganti del Sud Italia ad essere catturato, per far ciò ci vollero circa cento uomini tra Carabinieri Reali, cavalleggieri e altre forze. Collaborò con altri capi briganti, come Sergente Romano, Carmine Crocco, Nicola La Veneziana e Ninco Nanco, ed è ritenuto la figura più importante del brigantaggio nel Salento.

## Biografia

### Origini e formazione
Nacque il 13 gennaio nel 1837 originario di San Marzano di San Giuseppe figlio di Pasquale e Maria Friolo di origine  arberesh  . Aveva servito il Regno delle Due Sicilie come soldato nel 5º Battaglione Cacciatori e, nel 1860, dopo lo scioglimento dell'esercito borbonico, mise sotto il suo comando tre bande di briganti.

### Il ruolo nel brigantaggio meridionale
Le zone ove operava erano comprese tra partivano dai dintorni di Gioia del Colle, Martina Franca, Crispiano (Bosco delle Pianelle), Taranto, Grottaglie, San Marzano (zona Bosco Principe), Cellino San Marco (Bosco Curtipitrizzi), Erchie, Carovigno, Oria, Francavilla, Porto Cesareo,Veglie (Bosco dell'Arneo) e tanti altri luoghi, con centro di riferimento il suo paese natio.Partecipò inoltre alla presa di Carovigno, Erchie e Cellino San Marco.
Nel 1863, il brigantaggio era in declino e spostò  centro delle sue attività scelse Crispiano.

### L'omicidio Ceneviva, l'arresto e la morte
Quando una delle sue bande assassinò il capitano della Guardia Nazionale Antonio Ceneviva, lo Stato rispose inviando a giugno una unità di novanta uomini. Si ebbe uno scontro alla masseria di Belmonte dove si erano rifugiati i briganti. La Guardia Nazionale e i Carabinieri non riuscirono a espugnare la masseria e batterono in ritirata, il brigante comandò un attacco a sorpresa sui soldati, ma i militari ebbero la meglio, Mazzeo riuscì a sfuggire all'arresto e rimase latitante per parecchi mesi. 
Nel gennaio del 1864, il Comandante dei Carabinieri Donato De Felice, insieme ad alcuni suoi uomini, lo scovarono pressi della masseria Ruggeruddo. "Pizzichicchio" fu arrestato e condotto a Potenza, dove, fu processato e condannato alla pena di morte, eseguita nello stesso anno.

## Dati personali
- Abbigliamento: Giacca, gilet, camicia bianca, orologio al collo, cravatta a nodo, cappello cilindrico con pomo sulla destra, pistola nella cintura.

- Descrizione: Celibe, contadino ex soldato Borbonico, altezza 165-70 circa, corporatura robusta, occhi color cervone, pelle olivastra, sguardo serio, carattere dominante, spesso con barba folta, nato a San Marzano (TA), detto il Pizzichicchio.

## Nell'arte
- Nel 2011 è uscito il primo film in Italia dal titolo "Cosimo Mazzeo una storia italiana" Regia di Tony Zecca e Mino Chetta.[senza fonte]

- Nell'agosto del 2019 in occasione del centenario del comune di Crispiano, suo quartier generale, è stata messa in scena una rappresentazione teatrale dal titolo "Terra e Sangue", sulla sua vita presso la masseria Monte del Duca, nella quale hanno partecipato 55 figuranti.

Nel 2022/2023 è stato girato il lungometraggio "LA VORA DEI DEMONI-PIZZICHICCHIO ",regia Tony Zecca, il film incentrato nell ottica antropologica del personaggio di Cosimo Mazzeo.

## Curiosità
- Ancora oggi esiste a San Marzano il trullo fortezza a più piani, con altana al piano superiore, tutto in roccia calcarea (posizionato in zona Principe a 2 km dalla cittadina jonica).Nel paese di San Marzano di S.G,paese nativo di Pizzichicchio,esiste ancora la casa paterna del brigante,situata nel centro storico.